# Matteo De Vettori
Matteo De Vettori (* 16. Februar 1993 in Rovereto) ist ein italienischer Skirennläufer. Er startet überwiegend in den schnellen Disziplinen Abfahrt und Super-G. 2014 wurde er Juniorenweltmeister in der Super-Kombination.

## Biografie
Matteo De Vettori stammt aus Rovereto, in Südtirol, und startet für den Skiclub der Fiamme Gialle.
Seine ersten Erfolge feierte De Vettori 2011 in nationalen Jugendrennen. Im Slalom gewann er die Silbermedaille im Rahmen der Nationalen Jugendmeisterschaften, ein Jahr später legte er mit dem Altersklassentitel in der Super-Kombination und Bronze in der Abfahrt nach. Im Februar 2011 feierte er sein Europacup-Debüt im Sarntal, erste Punkte gewann er im Januar 2012 in der Abfahrt von Val-d’Isère. Bei seinen dritten Juniorenweltmeisterschaften gewann er 2014 in Jasná die Goldmedaille in der Super-Kombination und Bronze im Super-G.
Sein Weltcup-Debüt gab De Vettori am 22. Februar 2015 im Super-G von Saalbach, wo er Platz 42 belegte. Gegen Ende der Saison gewann er 2016 in der Kombination seinen ersten italienischen Meistertitel. Am 26. Januar 2017 stand er in Méribel erstmals auf dem Podest eines Europacuprennens.

## Erfolge

### Europacup
- Saison 2016/17: 9. Abfahrtswertung
- 1 Podestplatz

### Juniorenweltmeisterschaften
- Crans-Montana 2011: 25. Super-G, 51. Abfahrt
- Roccaraso 2012: 20. Abfahrt, 38. Riesenslalom
- Jasná 2014: 1. Super-Kombination, 3. Super-G, 11. Riesenslalom, 46. Abfahrt

### Weitere Erfolge
- Italienischer Meister in der Kombination 2016
- Sieg bei den Belgischen Meisterschaften im Super-G 2011
- Italienischer Jugendmeister in der Super-Kombination 2012
- 3 Siege in FIS-Rennen